# Tour de San Juan 2017
La 35e édition du Tour de San Juan a eu lieu du 23 au 29 janvier 2017. La course fait partie du calendrier UCI America Tour 2017 en catégorie 2.1.
L'épreuve a été remportée par le Néerlandais Bauke Mollema (Trek-Segafredo) qui s'impose quatorze secondes devant l'Espagnol Óscar Sevilla (Medellín-Inder) et seize secondes devant le Colombien Rodolfo Torres (Androni Giocattoli).
L'Argentin Franco López (Asociación Civil Agrupación Virgen de Fátima) gagne le classement de la montagne tandis que son compatriote Nicolás Naranjo s'adjuge celui des sprints. Le Colombien Egan Bernal (Androni Giocattoli) termine meilleur jeune et la formation bahreïnienne Bahrain-Merida meilleure équipe. De plus Ricardo Escuela (Asociación Civil Agrupación Virgen de Fátima) remporte le classement du meilleur Argentin et par conséquent celui du meilleur Sanjuanino.

## Présentation

### Équipes
Classé en catégorie 2.1 de l'UCI America Tour, le Tour de San Juan est par conséquent ouvert aux WorldTeams dans la limite de 50 % des équipes participantes, aux équipes continentales professionnelles, aux équipes continentales et aux équipes nationales.
Vingt-six équipes participent à ce Tour de San Juan - quatre WorldTeams, six équipes continentales professionnelles, dix équipes continentales et six équipes nationales :
| WorldTeams (4)- Bahrain-Merida - Quick-Step Floors - Trek-Segafredo - UAE Abu Dhabi Équipes continentales professionnelles (6)- Androni Giocattoli - Bardiani CSF - Caja Rural-Seguros RGA - Nippo-Vini Fantini - UnitedHealthcare - Wilier Triestina-Selle Italia Équipes continentales (10)- Asociación Civil Agrupación Virgen de Fátima - Asociación Civil Mardan - Bolivia - Italomat-Dogo - Los Cascos Esco-Agroplan - Medellín-Inder - Municipalidad de Pocito - Municipalidad de Rawson-Somos Todos - Sindicato de Empleados Públicos de San Juan - Unieuro Trevigiani-Hemus 1896 Équipes nationales (6)- Argentine - Brésil - Chili - Italie - Mexique - Uruguay |
| |

## Étapes
| Étape     | Date     | Villes étapes                                       | type                        | Distance (km) | Vainqueur d'étape    | Leader du classement général |
| --------- | -------- | --------------------------------------------------- | --------------------------- | ------------- | -------------------- | ---------------------------- |
| 1re étape | 23 janv. | San Juan – San Juan                                 | étape de plaine             | 142,5         | Fernando Gaviria     | Fernando Gaviria             |
| 2e étape  | 24 janv. | San Juan – San Juan                                 | étape de plaine             | 128,8         | Tom Boonen           | Elia Viviani                 |
| 3e étape  | 25 janv. | San Juan – San Juan                                 | contre-la-montre individuel | 11,9          | Ramūnas Navardauskas | Ramūnas Navardauskas         |
| 4e étape  | 26 janv. | villa General San Martín – villa General San Martín | étape vallonnée             | 160,5         | Fernando Gaviria     | Ramūnas Navardauskas         |
| 5e étape  | 27 janv. | Chimbas – Alto Colorado                             | étape de montagne           | 162,4         | Rui Costa            | Bauke Mollema                |
| 6e étape  | 28 janv. | Pocito – Pocito                                     | étape vallonnée             | 185,7         | Maximiliano Richeze  | Bauke Mollema                |
| 7e étape  | 29 janv. | San Juan – San Juan                                 | étape de plaine             | 111           | Maximiliano Richeze  | Bauke Mollema                |

## Déroulement de la course

### 1reétape
| \| Classement de l'étape \| Classement de l'étape \| Classement de l'étape \| Classement de l'étape \| Classement de l'étape \| \| Coureur \| Coureur \| Pays \| Équipe \| Temps \| \| --------------------- \| --------------------- \| --------------------- \| ----------------------------------- \| --------------------- \| \| 1er \| Fernando Gaviria \| Colombie \| Quick-Step Floors \| 3 h 07 min 44 s \| \| 2e \| Elia Viviani \| Italie \| Italie \| + 0 s \| \| 3e \| Nicolas Marini \| Italie \| Nippo-Vini Fantini \| + 0 s \| \| 4e \| Matteo Malucelli \| Italie \| Androni-Sidermec-Bottecchia \| + 0 s \| \| 5e \| Vincenzo Nibali \| Italie \| Bahrain-Merida \| + 0 s \| \| 6e \| Tom Boonen \| Belgique \| Quick-Step Floors \| + 0 s \| \| 7e \| Matthias Brändle \| Autriche \| Trek-Segafredo \| + 0 s \| \| 8e \| Alan Ramírez \| Argentine \| Municipalidad de Rawson Somos Todos \| + 0 s \| \| 9e \| Bauke Mollema \| Pays-Bas \| Trek-Segafredo \| + 0 s \| \| 10e \| Óscar Sevilla \| Espagne \| Medellín-Inder \| + 0 s \| |                  |           |                                     |                 |
| |                  |           |                                     |                 |
| Source : ProCyclingStats |                  |           |                                     |                 |
| Classement de l'étape |                  |           |                                     |                 |
| Coureur | Coureur          | Pays      | Équipe                              | Temps           |
| 1er | Fernando Gaviria | Colombie  | Quick-Step Floors                   | 3 h 07 min 44 s |
| 2e | Elia Viviani     | Italie    | Italie                              | + 0 s           |
| 3e | Nicolas Marini   | Italie    | Nippo-Vini Fantini                  | + 0 s           |
| 4e | Matteo Malucelli | Italie    | Androni-Sidermec-Bottecchia         | + 0 s           |
| 5e | Vincenzo Nibali  | Italie    | Bahrain-Merida                      | + 0 s           |
| 6e | Tom Boonen       | Belgique  | Quick-Step Floors                   | + 0 s           |
| 7e | Matthias Brändle | Autriche  | Trek-Segafredo                      | + 0 s           |
| 8e | Alan Ramírez     | Argentine | Municipalidad de Rawson Somos Todos | + 0 s           |
| 9e | Bauke Mollema    | Pays-Bas  | Trek-Segafredo                      | + 0 s           |
| 10e | Óscar Sevilla    | Espagne   | Medellín-Inder                      | + 0 s           |

| \| Classement général \| Classement général \| Classement général \| Classement général \| Classement général \| \| Coureur \| Coureur \| Pays \| Équipe \| Temps \| \| ------------------ \| ------------------ \| ------------------ \| -------------------------------------------- \| ------------------ \| \| 1er \| Fernando Gaviria \| Colombie \| Quick-Step Floors \| 3 h 07 min 34 s \| \| 2e \| Elia Viviani \| Italie \| Italie \| + 4 s \| \| 3e \| Franco López \| Argentine \| Asociación Civil Agrupación Virgen de Fátima \| + 4 s \| \| 4e \| Nicolas Marini \| Italie \| Nippo-Vini Fantini \| + 6 s \| \| 5e \| Daniel Lucero \| Argentine \| Municipalidad de Rawson Somos Todos \| + 8 s \| \| 6e \| Leonardo Rodríguez \| Argentine \| Asociación Civil Mardan \| + 8 s \| \| 7e \| Rubén Ramos \| Argentine \| Argentine \| + 9 s \| \| 8e \| Pedro González \| Argentine \| Municipalidad de Pocito \| + 9 s \| \| 9e \| Matteo Malucelli \| Italie \| Androni-Sidermec-Bottecchia \| + 10 s \| \| 10e \| Vincenzo Nibali \| Italie \| Bahrain-Merida \| + 10 s \| |                    |           |                                              |                 |
| |                    |           |                                              |                 |
| Source : ProCyclingStats |                    |           |                                              |                 |
| Classement général |                    |           |                                              |                 |
| Coureur | Coureur            | Pays      | Équipe                                       | Temps           |
| 1er | Fernando Gaviria   | Colombie  | Quick-Step Floors                            | 3 h 07 min 34 s |
| 2e | Elia Viviani       | Italie    | Italie                                       | + 4 s           |
| 3e | Franco López       | Argentine | Asociación Civil Agrupación Virgen de Fátima | + 4 s           |
| 4e | Nicolas Marini     | Italie    | Nippo-Vini Fantini                           | + 6 s           |
| 5e | Daniel Lucero      | Argentine | Municipalidad de Rawson Somos Todos          | + 8 s           |
| 6e | Leonardo Rodríguez | Argentine | Asociación Civil Mardan                      | + 8 s           |
| 7e | Rubén Ramos        | Argentine | Argentine                                    | + 9 s           |
| 8e | Pedro González     | Argentine | Municipalidad de Pocito                      | + 9 s           |
| 9e | Matteo Malucelli   | Italie    | Androni-Sidermec-Bottecchia                  | + 10 s          |
| 10e | Vincenzo Nibali    | Italie    | Bahrain-Merida                               | + 10 s          |

### 2eétape
| \| Classement de l'étape \| Classement de l'étape \| Classement de l'étape \| Classement de l'étape \| Classement de l'étape \| \| Coureur \| Coureur \| Pays \| Équipe \| Temps \| \| --------------------- \| --------------------- \| --------------------- \| -------------------------------------------- \| --------------------- \| \| 1er \| Tom Boonen \| Belgique \| Quick-Step Floors \| 3 h 00 min 40 s \| \| 2e \| Elia Viviani \| Italie \| Italie \| + 0 s \| \| 3e \| Matteo Malucelli \| Italie \| Androni-Sidermec-Bottecchia \| + 0 s \| \| 4e \| Ricardo Escuela \| Argentine \| Asociación Civil Agrupación Virgen de Fátima \| + 0 s \| \| 5e \| Andrea Guardini \| Italie \| UAE Abu Dhabi \| + 0 s \| \| 6e \| Ramūnas Navardauskas \| Lituanie \| Bahrain-Merida \| + 0 s \| \| 7e \| Luke Keough \| États-Unis \| UnitedHealthcare \| + 0 s \| \| 8e \| Manuel Belletti \| Italie \| Wilier Triestina-Selle Italia \| + 0 s \| \| 9e \| Eugenio Alafaci \| Italie \| Trek-Segafredo \| + 0 s \| \| 10e \| Mattia Viel \| Italie \| Unieuro Trevigiani-Hemus 1896 \| + 0 s \| |                      |            |                                              |                 |
| |                      |            |                                              |                 |
| Source : ProCyclingStats |                      |            |                                              |                 |
| Classement de l'étape |                      |            |                                              |                 |
| Coureur | Coureur              | Pays       | Équipe                                       | Temps           |
| 1er | Tom Boonen           | Belgique   | Quick-Step Floors                            | 3 h 00 min 40 s |
| 2e | Elia Viviani         | Italie     | Italie                                       | + 0 s           |
| 3e | Matteo Malucelli     | Italie     | Androni-Sidermec-Bottecchia                  | + 0 s           |
| 4e | Ricardo Escuela      | Argentine  | Asociación Civil Agrupación Virgen de Fátima | + 0 s           |
| 5e | Andrea Guardini      | Italie     | UAE Abu Dhabi                                | + 0 s           |
| 6e | Ramūnas Navardauskas | Lituanie   | Bahrain-Merida                               | + 0 s           |
| 7e | Luke Keough          | États-Unis | UnitedHealthcare                             | + 0 s           |
| 8e | Manuel Belletti      | Italie     | Wilier Triestina-Selle Italia                | + 0 s           |
| 9e | Eugenio Alafaci      | Italie     | Trek-Segafredo                               | + 0 s           |
| 10e | Mattia Viel          | Italie     | Unieuro Trevigiani-Hemus 1896                | + 0 s           |

| \| Classement général \| Classement général \| Classement général \| Classement général \| Classement général \| \| Coureur \| Coureur \| Pays \| Équipe \| Temps \| \| ------------------ \| ------------------ \| ------------------ \| -------------------------------------------- \| ------------------ \| \| 1er \| Elia Viviani \| Italie \| Italie \| 6 h 08 min 12 s \| \| 2e \| Fernando Gaviria \| Colombie \| Quick-Step Floors \| + 1 s \| \| 3e \| Tom Boonen \| Belgique \| Quick-Step Floors \| + 2 s \| \| 4e \| Franco López \| Argentine \| Asociación Civil Agrupación Virgen de Fátima \| + 6 s \| \| 5e \| Matteo Malucelli \| Italie \| Androni-Sidermec-Bottecchia \| + 8 s \| \| 6e \| Vincenzo Nibali \| Italie \| Bahrain-Merida \| + 12 s \| \| 7e \| Gavin Mannion \| États-Unis \| UnitedHealthcare \| + 12 s \| \| 8e \| Duilio Ramos \| Argentine \| Asociación Civil Mardan \| + 12 s \| \| 9e \| Óscar Sevilla \| Espagne \| Medellín-Inder \| + 12 s \| \| 10e \| Bauke Mollema \| Pays-Bas \| Trek-Segafredo \| + 12 s \| |                  |            |                                              |                 |
| |                  |            |                                              |                 |
| Source : ProCyclingStats |                  |            |                                              |                 |
| Classement général |                  |            |                                              |                 |
| Coureur | Coureur          | Pays       | Équipe                                       | Temps           |
| 1er | Elia Viviani     | Italie     | Italie                                       | 6 h 08 min 12 s |
| 2e | Fernando Gaviria | Colombie   | Quick-Step Floors                            | + 1 s           |
| 3e | Tom Boonen       | Belgique   | Quick-Step Floors                            | + 2 s           |
| 4e | Franco López     | Argentine  | Asociación Civil Agrupación Virgen de Fátima | + 6 s           |
| 5e | Matteo Malucelli | Italie     | Androni-Sidermec-Bottecchia                  | + 8 s           |
| 6e | Vincenzo Nibali  | Italie     | Bahrain-Merida                               | + 12 s          |
| 7e | Gavin Mannion    | États-Unis | UnitedHealthcare                             | + 12 s          |
| 8e | Duilio Ramos     | Argentine  | Asociación Civil Mardan                      | + 12 s          |
| 9e | Óscar Sevilla    | Espagne    | Medellín-Inder                               | + 12 s          |
| 10e | Bauke Mollema    | Pays-Bas   | Trek-Segafredo                               | + 12 s          |

### 3eétape
| \| Classement de l'étape \| Classement de l'étape \| Classement de l'étape \| Classement de l'étape \| Classement de l'étape \| \| Coureur \| Coureur \| Pays \| Équipe \| Temps \| \| --------------------- \| --------------------- \| --------------------- \| -------------------------------------------- \| --------------------- \| \| 1er \| Ramūnas Navardauskas \| Lituanie \| Bahrain-Merida \| 14 min 03 s \| \| 2e \| Bauke Mollema \| Pays-Bas \| Trek-Segafredo \| + 3 s \| \| 3e \| Matthias Brändle \| Autriche \| Trek-Segafredo \| + 7 s \| \| 4e \| Rémi Cavagna \| France \| Quick-Step Floors \| + 7 s \| \| 5e \| Walter Vargas \| Colombie \| Medellín-Inder \| + 17 s \| \| 6e \| Sebastián Trillini \| Argentine \| Italomat-Dogo \| + 19 s \| \| 7e \| Óscar Sevilla \| Espagne \| Medellín-Inder \| + 19 s \| \| 8e \| Laureano Rosas \| Argentine \| Argentine \| + 21 s \| \| 9e \| Ricardo Escuela \| Argentine \| Asociación Civil Agrupación Virgen de Fátima \| + 21 s \| \| 10e \| Kanstantsin Siutsou \| Biélorussie \| Bahrain-Merida \| + 32 s \| |                      |             |                                              |             |
| |                      |             |                                              |             |
| Source : ProCyclingStats |                      |             |                                              |             |
| Classement de l'étape |                      |             |                                              |             |
| Coureur | Coureur              | Pays        | Équipe                                       | Temps       |
| 1er | Ramūnas Navardauskas | Lituanie    | Bahrain-Merida                               | 14 min 03 s |
| 2e | Bauke Mollema        | Pays-Bas    | Trek-Segafredo                               | + 3 s       |
| 3e | Matthias Brändle     | Autriche    | Trek-Segafredo                               | + 7 s       |
| 4e | Rémi Cavagna         | France      | Quick-Step Floors                            | + 7 s       |
| 5e | Walter Vargas        | Colombie    | Medellín-Inder                               | + 17 s      |
| 6e | Sebastián Trillini   | Argentine   | Italomat-Dogo                                | + 19 s      |
| 7e | Óscar Sevilla        | Espagne     | Medellín-Inder                               | + 19 s      |
| 8e | Laureano Rosas       | Argentine   | Argentine                                    | + 21 s      |
| 9e | Ricardo Escuela      | Argentine   | Asociación Civil Agrupación Virgen de Fátima | + 21 s      |
| 10e | Kanstantsin Siutsou  | Biélorussie | Bahrain-Merida                               | + 32 s      |

| \| Classement général \| Classement général \| Classement général \| Classement général \| Classement général \| \| Coureur \| Coureur \| Pays \| Équipe \| Temps \| \| ------------------ \| -------------------- \| ------------------ \| -------------------------------------------- \| ------------------ \| \| 1er \| Ramūnas Navardauskas \| Lituanie \| Bahrain-Merida \| 6 h 22 min 27 s \| \| 2e \| Bauke Mollema \| Pays-Bas \| Trek-Segafredo \| + 3 s \| \| 3e \| Matthias Brändle \| Autriche \| Trek-Segafredo \| + 7 s \| \| 4e \| Rémi Cavagna \| France \| Quick-Step Floors \| + 7 s \| \| 5e \| Sebastián Trillini \| Argentine \| Italomat-Dogo \| + 19 s \| \| 6e \| Óscar Sevilla \| Espagne \| Medellín-Inder \| + 19 s \| \| 7e \| Laureano Rosas \| Argentine \| Argentine \| + 21 s \| \| 8e \| Elia Viviani \| Italie \| Italie \| + 23 s \| \| 9e \| Tom Boonen \| Belgique \| Quick-Step Floors \| + 29 s \| \| 10e \| Ricardo Escuela \| Argentine \| Asociación Civil Agrupación Virgen de Fátima \| + 32 s \| |                      |           |                                              |                 |
| |                      |           |                                              |                 |
| Source : ProCyclingStats |                      |           |                                              |                 |
| Classement général |                      |           |                                              |                 |
| Coureur | Coureur              | Pays      | Équipe                                       | Temps           |
| 1er | Ramūnas Navardauskas | Lituanie  | Bahrain-Merida                               | 6 h 22 min 27 s |
| 2e | Bauke Mollema        | Pays-Bas  | Trek-Segafredo                               | + 3 s           |
| 3e | Matthias Brändle     | Autriche  | Trek-Segafredo                               | + 7 s           |
| 4e | Rémi Cavagna         | France    | Quick-Step Floors                            | + 7 s           |
| 5e | Sebastián Trillini   | Argentine | Italomat-Dogo                                | + 19 s          |
| 6e | Óscar Sevilla        | Espagne   | Medellín-Inder                               | + 19 s          |
| 7e | Laureano Rosas       | Argentine | Argentine                                    | + 21 s          |
| 8e | Elia Viviani         | Italie    | Italie                                       | + 23 s          |
| 9e | Tom Boonen           | Belgique  | Quick-Step Floors                            | + 29 s          |
| 10e | Ricardo Escuela      | Argentine | Asociación Civil Agrupación Virgen de Fátima | + 32 s          |

### 4eétape
| \| Classement de l'étape \| Classement de l'étape \| Classement de l'étape \| Classement de l'étape \| Classement de l'étape \| \| Coureur \| Coureur \| Pays \| Équipe \| Temps \| \| --------------------- \| --------------------- \| --------------------- \| ----------------------------- \| --------------------- \| \| 1er \| Fernando Gaviria \| Colombie \| Quick-Step Floors \| 3 h 34 min 44 s \| \| 2e \| Elia Viviani \| Italie \| Italie \| + 0 s \| \| 3e \| Nicola Ruffoni \| Italie \| Bardiani CSF \| + 0 s \| \| 4e \| Manuel Belletti \| Italie \| Wilier Triestina-Selle Italia \| + 0 s \| \| 5e \| Luke Keough \| États-Unis \| UnitedHealthcare \| + 0 s \| \| 6e \| Andrea Guardini \| Italie \| UAE Abu Dhabi \| + 0 s \| \| 7e \| Carlos Alzate \| Colombie \| UnitedHealthcare \| + 0 s \| \| 8e \| Marco Coledan \| Italie \| Trek-Segafredo \| + 0 s \| \| 9e \| Laureano Rosas \| Argentine \| Argentine \| + 0 s \| \| 10e \| Ramūnas Navardauskas \| Lituanie \| Bahrain-Merida \| + 0 s \| |                      |            |                               |                 |
| |                      |            |                               |                 |
| Source : ProCyclingStats |                      |            |                               |                 |
| Classement de l'étape |                      |            |                               |                 |
| Coureur | Coureur              | Pays       | Équipe                        | Temps           |
| 1er | Fernando Gaviria     | Colombie   | Quick-Step Floors             | 3 h 34 min 44 s |
| 2e | Elia Viviani         | Italie     | Italie                        | + 0 s           |
| 3e | Nicola Ruffoni       | Italie     | Bardiani CSF                  | + 0 s           |
| 4e | Manuel Belletti      | Italie     | Wilier Triestina-Selle Italia | + 0 s           |
| 5e | Luke Keough          | États-Unis | UnitedHealthcare              | + 0 s           |
| 6e | Andrea Guardini      | Italie     | UAE Abu Dhabi                 | + 0 s           |
| 7e | Carlos Alzate        | Colombie   | UnitedHealthcare              | + 0 s           |
| 8e | Marco Coledan        | Italie     | Trek-Segafredo                | + 0 s           |
| 9e | Laureano Rosas       | Argentine  | Argentine                     | + 0 s           |
| 10e | Ramūnas Navardauskas | Lituanie   | Bahrain-Merida                | + 0 s           |

| \| Classement général \| Classement général \| Classement général \| Classement général \| Classement général \| \| Coureur \| Coureur \| Pays \| Équipe \| Temps \| \| ------------------ \| -------------------- \| ------------------ \| -------------------------------------------- \| ------------------ \| \| 1er \| Ramūnas Navardauskas \| Lituanie \| Bahrain-Merida \| 9 h 57 min 11 s \| \| 2e \| Bauke Mollema \| Pays-Bas \| Trek-Segafredo \| + 3 s \| \| 3e \| Matthias Brändle \| Autriche \| Trek-Segafredo \| + 7 s \| \| 4e \| Rémi Cavagna \| France \| Quick-Step Floors \| + 7 s \| \| 5e \| Elia Viviani \| Italie \| Italie \| + 17 s \| \| 6e \| Sebastián Trillini \| Argentine \| Italomat-Dogo \| + 19 s \| \| 7e \| Óscar Sevilla \| Espagne \| Medellín-Inder \| + 19 s \| \| 8e \| Laureano Rosas \| Argentine \| Argentine \| + 21 s \| \| 9e \| Tom Boonen \| Belgique \| Quick-Step Floors \| + 29 s \| \| 10e \| Ricardo Escuela \| Argentine \| Asociación Civil Agrupación Virgen de Fátima \| + 32 s \| |                      |           |                                              |                 |
| |                      |           |                                              |                 |
| Source : ProCyclingStats |                      |           |                                              |                 |
| Classement général |                      |           |                                              |                 |
| Coureur | Coureur              | Pays      | Équipe                                       | Temps           |
| 1er | Ramūnas Navardauskas | Lituanie  | Bahrain-Merida                               | 9 h 57 min 11 s |
| 2e | Bauke Mollema        | Pays-Bas  | Trek-Segafredo                               | + 3 s           |
| 3e | Matthias Brändle     | Autriche  | Trek-Segafredo                               | + 7 s           |
| 4e | Rémi Cavagna         | France    | Quick-Step Floors                            | + 7 s           |
| 5e | Elia Viviani         | Italie    | Italie                                       | + 17 s          |
| 6e | Sebastián Trillini   | Argentine | Italomat-Dogo                                | + 19 s          |
| 7e | Óscar Sevilla        | Espagne   | Medellín-Inder                               | + 19 s          |
| 8e | Laureano Rosas       | Argentine | Argentine                                    | + 21 s          |
| 9e | Tom Boonen           | Belgique  | Quick-Step Floors                            | + 29 s          |
| 10e | Ricardo Escuela      | Argentine | Asociación Civil Agrupación Virgen de Fátima | + 32 s          |

### 5eétape
| \| Classement de l'étape \| Classement de l'étape \| Classement de l'étape \| Classement de l'étape \| Classement de l'étape \| \| Coureur \| Coureur \| Pays \| Équipe \| Temps \| \| --------------------- \| --------------------- \| --------------------- \| -------------------------------------------- \| --------------------- \| \| 1er \| Rui Costa \| Portugal \| UAE Abu Dhabi \| 4 h 15 min 04 s \| \| 2e \| Rodolfo Torres \| Colombie \| Androni-Sidermec-Bottecchia \| + 3 s \| \| 3e \| Ricardo Escuela \| Argentine \| Asociación Civil Agrupación Virgen de Fátima \| + 7 s \| \| 4e \| Óscar Sevilla \| Espagne \| Medellín-Inder \| + 10 s \| \| 5e \| Bauke Mollema \| Pays-Bas \| Trek-Segafredo \| + 12 s \| \| 6e \| Egan Bernal \| Colombie \| Androni-Sidermec-Bottecchia \| + 14 s \| \| 7e \| Eduardo Sepúlveda \| Argentine \| Argentine \| + 14 s \| \| 8e \| Laureano Rosas \| Argentine \| Argentine \| + 21 s \| \| 9e \| Eduardo Corte \| Mexique \| Mexique \| + 57 s \| \| 10e \| Vincenzo Nibali \| Italie \| Bahrain-Merida \| + 57 s \| |                   |           |                                              |                 |
| |                   |           |                                              |                 |
| Source : ProCyclingStats |                   |           |                                              |                 |
| Classement de l'étape |                   |           |                                              |                 |
| Coureur | Coureur           | Pays      | Équipe                                       | Temps           |
| 1er | Rui Costa         | Portugal  | UAE Abu Dhabi                                | 4 h 15 min 04 s |
| 2e | Rodolfo Torres    | Colombie  | Androni-Sidermec-Bottecchia                  | + 3 s           |
| 3e | Ricardo Escuela   | Argentine | Asociación Civil Agrupación Virgen de Fátima | + 7 s           |
| 4e | Óscar Sevilla     | Espagne   | Medellín-Inder                               | + 10 s          |
| 5e | Bauke Mollema     | Pays-Bas  | Trek-Segafredo                               | + 12 s          |
| 6e | Egan Bernal       | Colombie  | Androni-Sidermec-Bottecchia                  | + 14 s          |
| 7e | Eduardo Sepúlveda | Argentine | Argentine                                    | + 14 s          |
| 8e | Laureano Rosas    | Argentine | Argentine                                    | + 21 s          |
| 9e | Eduardo Corte     | Mexique   | Mexique                                      | + 57 s          |
| 10e | Vincenzo Nibali   | Italie    | Bahrain-Merida                               | + 57 s          |

| \| Classement général \| Classement général \| Classement général \| Classement général \| Classement général \| \| Coureur \| Coureur \| Pays \| Équipe \| Temps \| \| ------------------ \| -------------------- \| ------------------ \| -------------------------------------------- \| ------------------ \| \| 1er \| Bauke Mollema \| Pays-Bas \| Trek-Segafredo \| 14 h 12 min 30 s \| \| 2e \| Óscar Sevilla \| Espagne \| Medellín-Inder \| + 14 s \| \| 3e \| Rodolfo Torres \| Colombie \| Androni-Sidermec-Bottecchia \| + 16 s \| \| 4e \| Ricardo Escuela \| Argentine \| Asociación Civil Agrupación Virgen de Fátima \| + 20 s \| \| 5e \| Rui Costa \| Portugal \| UAE Abu Dhabi \| + 26 s \| \| 6e \| Laureano Rosas \| Argentine \| Argentine \| + 27 s \| \| 7e \| Ramūnas Navardauskas \| Lituanie \| Bahrain-Merida \| + 52 s \| \| 8e \| Vincenzo Nibali \| Italie \| Bahrain-Merida \| + 1 min 17 s \| \| 9e \| Egan Bernal \| Colombie \| Androni-Sidermec-Bottecchia \| + 1 min 29 s \| \| 10e \| Pieter Serry \| Belgique \| Quick-Step Floors \| + 1 min 31 s \| |                      |           |                                              |                  |
| |                      |           |                                              |                  |
| Source : ProCyclingStats |                      |           |                                              |                  |
| Classement général |                      |           |                                              |                  |
| Coureur | Coureur              | Pays      | Équipe                                       | Temps            |
| 1er | Bauke Mollema        | Pays-Bas  | Trek-Segafredo                               | 14 h 12 min 30 s |
| 2e | Óscar Sevilla        | Espagne   | Medellín-Inder                               | + 14 s           |
| 3e | Rodolfo Torres       | Colombie  | Androni-Sidermec-Bottecchia                  | + 16 s           |
| 4e | Ricardo Escuela      | Argentine | Asociación Civil Agrupación Virgen de Fátima | + 20 s           |
| 5e | Rui Costa            | Portugal  | UAE Abu Dhabi                                | + 26 s           |
| 6e | Laureano Rosas       | Argentine | Argentine                                    | + 27 s           |
| 7e | Ramūnas Navardauskas | Lituanie  | Bahrain-Merida                               | + 52 s           |
| 8e | Vincenzo Nibali      | Italie    | Bahrain-Merida                               | + 1 min 17 s     |
| 9e | Egan Bernal          | Colombie  | Androni-Sidermec-Bottecchia                  | + 1 min 29 s     |
| 10e | Pieter Serry         | Belgique  | Quick-Step Floors                            | + 1 min 31 s     |

### 6eétape
| \| Classement de l'étape \| Classement de l'étape \| Classement de l'étape \| Classement de l'étape \| Classement de l'étape \| \| Coureur \| Coureur \| Pays \| Équipe \| Temps \| \| --------------------- \| --------------------- \| --------------------- \| ----------------------------- \| --------------------- \| \| 1er \| Maximiliano Richeze \| Argentine \| Quick-Step Floors \| 3 h 48 min 47 s \| \| 2e \| Oliviero Troia \| Italie \| UAE Abu Dhabi \| + 0 s \| \| 3e \| Nicolás Tivani \| Argentine \| Unieuro Trevigiani-Hemus 1896 \| + 0 s \| \| 4e \| Matteo Malucelli \| Italie \| Androni-Sidermec-Bottecchia \| + 52 s \| \| 5e \| Manuel Belletti \| Italie \| Wilier Triestina-Selle Italia \| + 52 s \| \| 6e \| José Luis Rivera \| Argentine \| Municipalidad de Pocito \| + 52 s \| \| 7e \| Mattia Viel \| Italie \| Unieuro Trevigiani-Hemus 1896 \| + 52 s \| \| 8e \| Ramūnas Navardauskas \| Lituanie \| Bahrain-Merida \| + 52 s \| \| 9e \| Nicolas Marini \| Italie \| Nippo-Vini Fantini \| + 52 s \| \| 10e \| Luke Keough \| États-Unis \| UnitedHealthcare \| + 52 s \| |                      |            |                               |                 |
| |                      |            |                               |                 |
| Source : ProCyclingStats |                      |            |                               |                 |
| Classement de l'étape |                      |            |                               |                 |
| Coureur | Coureur              | Pays       | Équipe                        | Temps           |
| 1er | Maximiliano Richeze  | Argentine  | Quick-Step Floors             | 3 h 48 min 47 s |
| 2e | Oliviero Troia       | Italie     | UAE Abu Dhabi                 | + 0 s           |
| 3e | Nicolás Tivani       | Argentine  | Unieuro Trevigiani-Hemus 1896 | + 0 s           |
| 4e | Matteo Malucelli     | Italie     | Androni-Sidermec-Bottecchia   | + 52 s          |
| 5e | Manuel Belletti      | Italie     | Wilier Triestina-Selle Italia | + 52 s          |
| 6e | José Luis Rivera     | Argentine  | Municipalidad de Pocito       | + 52 s          |
| 7e | Mattia Viel          | Italie     | Unieuro Trevigiani-Hemus 1896 | + 52 s          |
| 8e | Ramūnas Navardauskas | Lituanie   | Bahrain-Merida                | + 52 s          |
| 9e | Nicolas Marini       | Italie     | Nippo-Vini Fantini            | + 52 s          |
| 10e | Luke Keough          | États-Unis | UnitedHealthcare              | + 52 s          |

| \| Classement général \| Classement général \| Classement général \| Classement général \| Classement général \| \| Coureur \| Coureur \| Pays \| Équipe \| Temps \| \| ------------------ \| -------------------- \| ------------------ \| -------------------------------------------- \| ------------------ \| \| 1er \| Bauke Mollema \| Pays-Bas \| Trek-Segafredo \| 18 h 02 min 09 s \| \| 2e \| Óscar Sevilla \| Espagne \| Medellín-Inder \| + 14 s \| \| 3e \| Rodolfo Torres \| Colombie \| Androni-Sidermec-Bottecchia \| + 16 s \| \| 4e \| Ricardo Escuela \| Argentine \| Asociación Civil Agrupación Virgen de Fátima \| + 20 s \| \| 5e \| Rui Costa \| Portugal \| UAE Abu Dhabi \| + 26 s \| \| 6e \| Laureano Rosas \| Argentine \| \| + 27 s \| \| 7e \| Ramūnas Navardauskas \| Lituanie \| Bahrain-Merida \| + 52 s \| \| 8e \| Vincenzo Nibali \| Italie \| Bahrain-Merida \| + 1 min 17 s \| \| 9e \| Egan Bernal \| Colombie \| Androni-Sidermec-Bottecchia \| + 1 min 29 s \| \| 10e \| Pieter Serry \| Belgique \| Quick-Step Floors \| + 1 min 31 s \| |                      |           |                                              |                  |
| |                      |           |                                              |                  |
| Source : ProCyclingStats |                      |           |                                              |                  |
| Classement général |                      |           |                                              |                  |
| Coureur | Coureur              | Pays      | Équipe                                       | Temps            |
| 1er | Bauke Mollema        | Pays-Bas  | Trek-Segafredo                               | 18 h 02 min 09 s |
| 2e | Óscar Sevilla        | Espagne   | Medellín-Inder                               | + 14 s           |
| 3e | Rodolfo Torres       | Colombie  | Androni-Sidermec-Bottecchia                  | + 16 s           |
| 4e | Ricardo Escuela      | Argentine | Asociación Civil Agrupación Virgen de Fátima | + 20 s           |
| 5e | Rui Costa            | Portugal  | UAE Abu Dhabi                                | + 26 s           |
| 6e | Laureano Rosas       | Argentine |                                              | + 27 s           |
| 7e | Ramūnas Navardauskas | Lituanie  | Bahrain-Merida                               | + 52 s           |
| 8e | Vincenzo Nibali      | Italie    | Bahrain-Merida                               | + 1 min 17 s     |
| 9e | Egan Bernal          | Colombie  | Androni-Sidermec-Bottecchia                  | + 1 min 29 s     |
| 10e | Pieter Serry         | Belgique  | Quick-Step Floors                            | + 1 min 31 s     |

### 7eétape
| \| Classement de l'étape \| Classement de l'étape \| Classement de l'étape \| Classement de l'étape \| Classement de l'étape \| \| Coureur \| Coureur \| Pays \| Équipe \| Temps \| \| --------------------- \| --------------------- \| --------------------- \| ----------------------------- \| --------------------- \| \| 1er \| Maximiliano Richeze \| Argentine \| Quick-Step Floors \| 2 h 16 min 48 s \| \| 2e \| Tom Boonen \| Belgique \| Quick-Step Floors \| + 3 s \| \| 3e \| Matteo Malucelli \| Italie \| Androni-Sidermec-Bottecchia \| + 3 s \| \| 4e \| Andrea Guardini \| Italie \| UAE Abu Dhabi \| + 3 s \| \| 5e \| Nicola Ruffoni \| Italie \| Bardiani CSF \| + 3 s \| \| 6e \| José Luis Rivera \| Argentine \| Municipalidad de Pocito \| + 3 s \| \| 7e \| Ramūnas Navardauskas \| Lituanie \| Bahrain-Merida \| + 3 s \| \| 8e \| Attilio Viviani \| Italie \| Italie \| + 3 s \| \| 9e \| Daniel Juárez \| Argentine \| Asociación Civil Mardan \| + 3 s \| \| 10e \| Mattia Viel \| Italie \| Unieuro Trevigiani-Hemus 1896 \| + 3 s \| |                      |           |                               |                 |
| |                      |           |                               |                 |
| Source : ProCyclingStats |                      |           |                               |                 |
| Classement de l'étape |                      |           |                               |                 |
| Coureur | Coureur              | Pays      | Équipe                        | Temps           |
| 1er | Maximiliano Richeze  | Argentine | Quick-Step Floors             | 2 h 16 min 48 s |
| 2e | Tom Boonen           | Belgique  | Quick-Step Floors             | + 3 s           |
| 3e | Matteo Malucelli     | Italie    | Androni-Sidermec-Bottecchia   | + 3 s           |
| 4e | Andrea Guardini      | Italie    | UAE Abu Dhabi                 | + 3 s           |
| 5e | Nicola Ruffoni       | Italie    | Bardiani CSF                  | + 3 s           |
| 6e | José Luis Rivera     | Argentine | Municipalidad de Pocito       | + 3 s           |
| 7e | Ramūnas Navardauskas | Lituanie  | Bahrain-Merida                | + 3 s           |
| 8e | Attilio Viviani      | Italie    | Italie                        | + 3 s           |
| 9e | Daniel Juárez        | Argentine | Asociación Civil Mardan       | + 3 s           |
| 10e | Mattia Viel          | Italie    | Unieuro Trevigiani-Hemus 1896 | + 3 s           |

## Classements finals

### Classement général final
| \| Classement général \| Classement général \| Classement général \| Classement général \| Classement général \| \| Coureur \| Coureur \| Pays \| Équipe \| Temps \| \| ------------------ \| -------------------- \| ------------------ \| -------------------------------------------- \| ------------------ \| \| 1er \| Bauke Mollema \| Pays-Bas \| Trek-Segafredo \| 20 h 19 min 00 s \| \| 2e \| Óscar Sevilla \| Espagne \| Medellín-Inder \| + 14 s \| \| 3e \| Rodolfo Torres \| Colombie \| Androni-Sidermec-Bottecchia \| + 16 s \| \| 4e \| Ricardo Escuela \| Argentine \| Asociación Civil Agrupación Virgen de Fátima \| + 20 s \| \| 5e \| Rui Costa \| Portugal \| UAE Abu Dhabi \| + 26 s \| \| 6e \| Laureano Rosas \| Argentine \| Argentine \| + 27 s \| \| 7e \| Ramūnas Navardauskas \| Lituanie \| Bahrain-Merida \| + 49 s \| \| 8e \| Vincenzo Nibali \| Italie \| Bahrain-Merida \| + 1 min 15 s \| \| 9e \| Egan Bernal \| Colombie \| Androni-Sidermec-Bottecchia \| + 1 min 29 s \| \| 10e \| Pieter Serry \| Belgique \| Quick-Step Floors \| + 1 min 31 s \| |                      |           |                                              |                  |
| |                      |           |                                              |                  |
| Sources : ProCyclingStats Cycling Quotient Cycling Archives |                      |           |                                              |                  |
| Classement général |                      |           |                                              |                  |
| Coureur | Coureur              | Pays      | Équipe                                       | Temps            |
| 1er | Bauke Mollema        | Pays-Bas  | Trek-Segafredo                               | 20 h 19 min 00 s |
| 2e | Óscar Sevilla        | Espagne   | Medellín-Inder                               | + 14 s           |
| 3e | Rodolfo Torres       | Colombie  | Androni-Sidermec-Bottecchia                  | + 16 s           |
| 4e | Ricardo Escuela      | Argentine | Asociación Civil Agrupación Virgen de Fátima | + 20 s           |
| 5e | Rui Costa            | Portugal  | UAE Abu Dhabi                                | + 26 s           |
| 6e | Laureano Rosas       | Argentine | Argentine                                    | + 27 s           |
| 7e | Ramūnas Navardauskas | Lituanie  | Bahrain-Merida                               | + 49 s           |
| 8e | Vincenzo Nibali      | Italie    | Bahrain-Merida                               | + 1 min 15 s     |
| 9e | Egan Bernal          | Colombie  | Androni-Sidermec-Bottecchia                  | + 1 min 29 s     |
| 10e | Pieter Serry         | Belgique  | Quick-Step Floors                            | + 1 min 31 s     |

### Classements annexes
| Classement de la montagne | Classement de la montagne | Classement de la montagne | Classement de la montagne                    | Classement de la montagne |
| ------------------------- | ------------------------- | ------------------------- | -------------------------------------------- | ------------------------- |
|                           | Coureur                   | Pays                      | Équipe                                       | Point(s)                  |
| 1er                       | Franco López              | Argentine                 | Asociación Civil Agrupación Virgen de Fátima | 17 points                 |
| 2e                        | Pedro González            | Argentine                 | Municipalidad de Pocito                      | 13 pts                    |
| 3e                        | Rui Costa                 | Portugal                  | UAE Abu Dhabi                                | 10 pts                    |
| modifier                  |                           |                           |                                              |                           |

| Classement des sprints | Classement des sprints | Classement des sprints | Classement des sprints                       | Classement des sprints |
| ---------------------- | ---------------------- | ---------------------- | -------------------------------------------- | ---------------------- |
|                        | Coureur                | Pays                   | Équipe                                       | Point(s)               |
| 1er                    | Nicolás Naranjo        | Argentine              | Asociación Civil Agrupación Virgen de Fátima | 11 points              |
| 2e                     | Franco López           | Argentine              | Asociación Civil Agrupación Virgen de Fátima | 8 pts                  |
| 3e                     | Gerardo Tivani         | Argentine              | Municipalidad de Pocito                      | 7 pts                  |
| modifier               |                        |                        |                                              |                        |

| Classement du meilleur jeune | Classement du meilleur jeune | Classement du meilleur jeune | Classement du meilleur jeune | Classement du meilleur jeune |
|                              | Coureur                      | Pays                         | Équipe                       | Temps                        |
| ---------------------------- | ---------------------------- | ---------------------------- | ---------------------------- | ---------------------------- |
| 1er                          | Egan Bernal                  | Colombie                     | Androni Giocattoli           | en 20 h 20 min 29 s          |
| 2e                           | Javier Ignacio Montoya       | Colombie                     | Medellín-Inder               | + 3 min 51 s                 |
| 3e                           | Jefferson Cepeda             | Équateur                     | Bolivia                      | + 4 min 4 s                  |
| modifier                     |                              |                              |                              |                              |

| Classement par équipes | Classement par équipes       | Classement par équipes | Classement par équipes |
|                        | Équipe                       | Pays                   | Temps                  |
| ---------------------- | ---------------------------- | ---------------------- | ---------------------- |
| 1re                    | Bahrain-Merida               | Bahreïn                | en 61 h 1 min 23 s     |
| 2e                     | Androni Giocattoli           | Italie                 | + 29 s                 |
| 3e                     | Équipe nationale d'Argentine | Argentine              | + 56 s                 |
| modifier               |                              |                        |                        |

| Classement du meilleur Argentin | Classement du meilleur Argentin | Classement du meilleur Argentin | Classement du meilleur Argentin              | Classement du meilleur Argentin |
|                                 | Coureur                         | Pays                            | Équipe                                       | Temps                           |
| ------------------------------- | ------------------------------- | ------------------------------- | -------------------------------------------- | ------------------------------- |
| 1er                             | Ricardo Escuela                 | Argentine                       | Asociación Civil Agrupación Virgen de Fátima | en 20 h 19 min 20 s             |
| 2e                              | Laureano Rosas                  | Argentine                       | Équipe nationale d'Argentine                 | + 7 s                           |
| 3e                              | Eduardo Sepúlveda               | Argentine                       | Équipe nationale d'Argentine                 | + 1 min 29 s                    |
| modifier                        |                                 |                                 |                                              |                                 |

| Classement du meilleur Sanjuanino | Classement du meilleur Sanjuanino | Classement du meilleur Sanjuanino | Classement du meilleur Sanjuanino            | Classement du meilleur Sanjuanino |
|                                   | Coureur                           | Pays                              | Équipe                                       | Temps                             |
| --------------------------------- | --------------------------------- | --------------------------------- | -------------------------------------------- | --------------------------------- |
| 1er                               | Ricardo Escuela                   | Argentine                         | Asociación Civil Agrupación Virgen de Fátima | en 20 h 19 min 20 s               |
| 2e                                | Luciano Montivero                 | Argentine                         | Asociación Civil Agrupación Virgen de Fátima | + 3 min 48 s                      |
| 3e                                | Rubén Ramos                       | Argentine                         | Équipe nationale d'Argentine                 | + 4 min 25 s                      |
| modifier                          |                                   |                                   |                                              |                                   |

## Évolution des classements
| Étape              | Vainqueur            | Classement général   | Classement de la montagne | Classement des sprints | Classement du meilleur jeune | Classement par équipes |
| ------------------ | -------------------- | -------------------- | ------------------------- | ---------------------- | ---------------------------- | ---------------------- |
| 1                  | Fernando Gaviria     | Fernando Gaviria     | Franco López              | Franco López           | Leonardo Rodríguez           | Androni Giocattoli     |
| 2                  | Tom Boonen           | Elia Viviani         | Pedro González            | Franco López           | Duilio Ramos                 | Quick-Step Floors      |
| 3                  | Ramūnas Navardauskas | Ramūnas Navardauskas | Pedro González            | Franco López           | Rémi Cavagna                 | Trek-Segafredo         |
| 4                  | Fernando Gaviria     | Ramūnas Navardauskas | Pedro González            | Gerardo Tivani         | Rémi Cavagna                 | Trek-Segafredo         |
| 5                  | Rui Costa            | Bauke Mollema        | Franco López              | Egan Bernal            | Egan Bernal                  | Bahrain-Merida         |
| 6                  | Maximiliano Richeze  | Bauke Mollema        | Franco López              | Nicolás Naranjo        | Egan Bernal                  | Bahrain-Merida         |
| 7                  | Maximiliano Richeze  | Bauke Mollema        | Franco López              | Nicolás Naranjo        | Egan Bernal                  | Bahrain-Merida         |
| Classements finals | Classements finals   | Bauke Mollema        | Franco López              | Nicolás Naranjo        | Egan Bernal                  | Bahrain-Merida         |

## Liste des participants
- Liste de départ complète

| Légende                          | Légende                                                                                                  | Légende                                | Légende                                                                                                  |
| -------------------------------- | --- | -------------------------------------- | --- |
| Num                              | Dossard de départ porté par le coureur sur ce Tour de San Juan                                           | Pos                                    | Position finale au classement général                                                                    |
| Leader du classement général     | Indique le vainqueur du classement général                                                               | Leader du classement de la montagne    | Indique le vainqueur du classement de la montagne                                                        |
| Leader du classement des sprints | Indique le vainqueur du classement des sprints                                                           | Leader du classement du meilleur jeune | Indique le vainqueur du classement du meilleur jeune                                                     |
|                                  | Indique un maillot de champion national ou mondial, suivi de sa spécialité                               | #                                      | Indique la meilleure équipe                                                                              |
| NP                               | Indique un coureur qui n'a pas pris le départ d'une étape, suivi du numéro de l'étape où il s'est retiré | AB                                     | Indique un coureur qui n'a pas terminé une étape, suivi du numéro de l'étape où il s'est retiré          |
| HD                               | Indique un coureur qui a terminé une étape hors des délais, suivi du numéro de l'étape                   | *                                      | Indique un coureur en lice pour le classement du meilleur jeune (coureurs nés après le 1er janvier 1995) |

| Équipe nationale d'Argentine ARG      | Équipe nationale d'Argentine ARG | Équipe nationale d'Argentine ARG |
| ------------------------------------- | -------------------------------- | -------------------------------- |
| Num                                   | Coureur                          | Pos                              |
| 1                                     | Laureano Rosas (ARG) (Clm)       | 6e                               |
| 2                                     | Eduardo Sepúlveda (ARG)          | 11e                              |
| 3                                     | Rubén Ramos (ARG)                | 29e                              |
| 4                                     | Maximiliano Navarrete (ARG)      | AB-7                             |
| 5                                     | Juan Molina (ARG)*               | AB-7                             |
| 6                                     | Francisco Chamorro (ARG)         | 108e                             |
| 7                                     |                                  |                                  |
| Directeur sportif : Cristiano Valoppi |                                  |                                  |

| Bahrain-Merida # TBM             | Bahrain-Merida # TBM                  | Bahrain-Merida # TBM |
| -------------------------------- | ------------------------------------- | -------------------- |
| Num                              | Coureur                               | Pos                  |
| 11                               | Vincenzo Nibali (ITA)                 | 8e                   |
| 12                               | Valerio Agnoli (ITA)                  | 81e                  |
| 13                               | Manuele Boaro (ITA)                   | 61e                  |
| 14                               | Ramūnas Navardauskas (LTU) (Route)    | 7e                   |
| 15                               | Franco Pellizotti (ITA)               | 20e                  |
| 16                               | Kanstantsin Siutsou (BLR) (Route/Clm) | 16e                  |
| 17                               |                                       |                      |
| Directeur sportif : Paolo Slongo |                                       |                      |

| Sindicato de Empleados Públicos de San Juan SEP | Sindicato de Empleados Públicos de San Juan SEP | Sindicato de Empleados Públicos de San Juan SEP |
| ----------------------------------------------- | ----------------------------------------------- | ----------------------------------------------- |
| Num                                             | Coureur                                         | Pos                                             |
| 21                                              | Mauricio Muller (ARG)                           | 73e                                             |
| 22                                              | Juan Pablo Dotti (ARG)                          | 13e                                             |
| 23                                              | Gastón Javier (ARG)                             | 90e                                             |
| 24                                              | Gonzalo Najar (ARG)                             | 17e                                             |
| 25                                              | Emiliano Ibarra (ARG)                           | 79e                                             |
| 26                                              | Ignacio Prado (MEX)                             | AB-7                                            |
| 27                                              | Andrei Sartassov (RUS)                          | AB-7                                            |
| Directeur sportif : José Alberto Díaz           |                                                 |                                                 |

| Quick-Step Floors QST              | Quick-Step Floors QST     | Quick-Step Floors QST |
| ---------------------------------- | ------------------------- | --------------------- |
| Num                                | Coureur                   | Pos                   |
| 31                                 | Tom Boonen (BEL)          | 39e                   |
| 32                                 | Rémi Cavagna (FRA)*       | 38e                   |
| 33                                 | Tim Declercq (BEL)        | 52e                   |
| 34                                 | Fernando Gaviria (COL)    | 48e                   |
| 35                                 | Maximiliano Richeze (ARG) | 27e                   |
| 36                                 | Pieter Serry (BEL)        | 10e                   |
| 37                                 |                           |                       |
| Directeur sportif : Davide Bramati |                           |                       |

| Androni Giocattoli ANS                     | Androni Giocattoli ANS  | Androni Giocattoli ANS |
| ------------------------------------------ | ----------------------- | ---------------------- |
| Num                                        | Coureur                 | Pos                    |
| 41                                         | Fausto Masnada (ITA)    | 41e                    |
| 42                                         | Egan Bernal (COL)*      | 9e                     |
| 43                                         | Marco Frapporti (ITA)   | 23e                    |
| 44                                         | Francesco Gavazzi (ITA) | 44e                    |
| 45                                         | Matteo Malucelli (ITA)  | 96e                    |
| 46                                         | Rodolfo Torres (COL)    | 3e                     |
| 47                                         |                         |                        |
| Directeur sportif : Alessandro Spezialetti |                         |                        |

| Équipe nationale d'Italie ITA   | Équipe nationale d'Italie ITA | Équipe nationale d'Italie ITA |
| ------------------------------- | ----------------------------- | ----------------------------- |
| Num                             | Coureur                       | Pos                           |
| 51                              | Elia Viviani (ITA)            | AB-5                          |
| 52                              | Federico Sartor (ITA)*        | 109e                          |
| 53                              | Attilio Viviani (ITA)*        | 74e                           |
| 54                              | Davide Plebani (ITA)*         | AB-6                          |
| 55                              | Michele Scartezzini (ITA)     | 36e                           |
| 56                              | Francesco Lamon (ITA)         | 114e                          |
| 57                              |                               |                               |
| Directeur sportif : Marco Villa |                               |                               |

| Caja Rural-Seguros RGA CJR             | Caja Rural-Seguros RGA CJR | Caja Rural-Seguros RGA CJR |
| -------------------------------------- | -------------------------- | -------------------------- |
| Num                                    | Coureur                    | Pos                        |
| 61                                     | Sergio Pardilla (ESP)      | 33e                        |
| 62                                     | Rafael Reis (POR)          | 15e                        |
| 63                                     | Héctor Sáez (ESP)          | AB-5                       |
| 64                                     | Antonio Molina (ESP)       | 37e                        |
| 65                                     | Miguel Ángel Benito (ESP)  | 89e                        |
| 66                                     | Jonathan Lastra (ESP)      | 34e                        |
| 67                                     |                            |                            |
| Directeur sportif : Eugenio Goicoechea |                            |                            |

| Nippo-Vini Fantini NIP            | Nippo-Vini Fantini NIP     | Nippo-Vini Fantini NIP |
| --------------------------------- | -------------------------- | ---------------------- |
| Num                               | Coureur                    | Pos                    |
| 71                                | Damiano Cunego (ITA)       | AB-4                   |
| 72                                | Julián Arredondo (COL)     | 46e                    |
| 73                                | Ivan Santaromita (ITA)     | 26e                    |
| 74                                | Nicolas Marini (ITA)       | 87e                    |
| 75                                | Kazushige Kuboki (JPN)     | 59e                    |
| 76                                | Riccardo Stacchiotti (ITA) | 84e                    |
| 77                                |                            |                        |
| Directeur sportif : Mario Manzoni |                            |                        |

| UAE Abu Dhabi UAD                | UAE Abu Dhabi UAD        | UAE Abu Dhabi UAD |
| -------------------------------- | ------------------------ | ----------------- |
| Num                              | Coureur                  | Pos               |
| 81                               | Darwin Atapuma (COL)     | NP-3              |
| 82                               | Rui Costa (POR)          | 5e                |
| 83                               | Filippo Ganna (ITA)*     | 64e               |
| 84                               | Andrea Guardini (ITA)    | 95e               |
| 85                               | Oliviero Troia (ITA)     | 54e               |
| 86                               | Przemysław Niemiec (POL) | 31e               |
| 87                               |                          |                   |
| Directeur sportif : Mario Scirea |                          |                   |

| Bardiani CSF BRD                    | Bardiani CSF BRD         | Bardiani CSF BRD |
| ----------------------------------- | ------------------------ | ---------------- |
| Num                                 | Coureur                  | Pos              |
| 91                                  | Nicola Ruffoni (ITA)     | 105e             |
| 92                                  | Mirco Maestri (ITA)      | 78e              |
| 93                                  | Lorenzo Rota (ITA)*      | 70e              |
| 94                                  | Niccolò Pacinotti (ITA)* | 110e             |
| 95                                  | Luca Wackermann (ITA)    | 65e              |
| 96                                  | Edoardo Zardini (ITA)    | AB-6             |
| 97                                  |                          |                  |
| Directeur sportif : Stefano Zanatta |                          |                  |

| Trek-Segafredo TFS                    | Trek-Segafredo TFS                 | Trek-Segafredo TFS |
| ------------------------------------- | ---------------------------------- | ------------------ |
| Num                                   | Coureur                            | Pos                |
| 101                                   | Eugenio Alafaci (ITA)              | 92e                |
| 102                                   | Marco Coledan (ITA)                | 75e                |
| 103                                   | Gregory Daniel (USA) (Route)       | 67e                |
| 104                                   | Bauke Mollema (NED)                | 1er                |
| 105                                   | Matthias Brändle (AUT) (Route/Clm) | 86e                |
| 106                                   | Boy van Poppel (NED)               | NP-2               |
| 107                                   |                                    |                    |
| Directeur sportif : Yaroslav Popovych |                                    |                    |

| UnitedHealthcare UHC                    | UnitedHealthcare UHC        | UnitedHealthcare UHC |
| --------------------------------------- | --------------------------- | -------------------- |
| Num                                     | Coureur                     | Pos                  |
| 111                                     | Daniel Jaramillo (COL)      | 22e                  |
| 112                                     | Gavin Mannion (USA)         | AB-5                 |
| 113                                     | Luke Keough (USA)           | 58e                  |
| 114                                     | Christopher Jones (USA)     | AB-7                 |
| 115                                     | Lucas Sebastián Haedo (ARG) | 63e                  |
| 116                                     | Carlos Alzate (COL)         | AB-7                 |
| 117                                     |                             |                      |
| Directeur sportif : Sebastian Alexandre |                             |                      |

| Los Cascos Esco-Agroplan CEA     | Los Cascos Esco-Agroplan CEA | Los Cascos Esco-Agroplan CEA |
| -------------------------------- | ---------------------------- | ---------------------------- |
| Num                              | Coureur                      | Pos                          |
| 121                              | Julián Gaday (ARG)           | 118e                         |
| 122                              | Lucas Gaday (ARG)            | 97e                          |
| 123                              | Juan Manuel Aguirre (ARG)    | 119e                         |
| 124                              | César Sigura (ARG)           | AB-7                         |
| 125                              | Santiago Espindola (ARG)     | AB-5                         |
| 126                              | Omar Azzem (ARG)             | 88e                          |
| 127                              |                              |                              |
| Directeur sportif : Walter Pérez |                              |                              |

| Équipe nationale du Chili CHI     | Équipe nationale du Chili CHI | Équipe nationale du Chili CHI |
| --------------------------------- | ----------------------------- | ----------------------------- |
| Num                               | Coureur                       | Pos                           |
| 131                               | Edison Bravo (CHI)            | 55e                           |
| 132                               | Antonio Cabrera (CHI)         | 102e                          |
| 133                               | Nicolás González (en) (CHI)*  | 123e                          |
| 134                               | Joaquín Corvalán (CHI)*       | 106e                          |
| 135                               | Víctor Olivares (CHI)*        | 115e                          |
| 136                               | Felipe Peñaloza (CHI)         | 117e                          |
| 137                               |                               |                               |
| Directeur sportif : Daniel Bretti |                               |                               |

| Wilier Triestina-Selle Italia WIL | Wilier Triestina-Selle Italia WIL | Wilier Triestina-Selle Italia WIL |
| --------------------------------- | --------------------------------- | --------------------------------- |
| Num                               | Coureur                           | Pos                               |
| 141                               | Filippo Pozzato (ITA)             | 47e                               |
| 142                               | Julen Amézqueta (ESP)             | 18e                               |
| 143                               | Manuel Belletti (ITA)             | 60e                               |
| 144                               | Yonder Godoy (VEN)                | 42e                               |
| 145                               | Matteo Draperi (ITA)              | 83e                               |
| 146                               | Alex Turrin (ITA)                 | 69e                               |
| 147                               |                                   |                                   |
| Directeur sportif : Luca Scinto   |                                   |                                   |

| Équipe nationale du Brésil BRA    | Équipe nationale du Brésil BRA | Équipe nationale du Brésil BRA |
| --------------------------------- | ------------------------------ | ------------------------------ |
| Num                               | Coureur                        | Pos                            |
| 151                               | Felipe Marques (BRA)           | AB-6                           |
| 152                               | Emerson Santos (BRA)           | 56e                            |
| 153                               | Maicke Monteiro (BRA)*         | AB-2                           |
| 154                               | Tiago Waiandt Silva (BRA)      | HD-2                           |
| 155                               | Edson Ponciano (BRA)           | AB-6                           |
| 156                               | Luan Santos (BRA)*             | AB-2                           |
| 157                               |                                |                                |
| Directeur sportif : Wolney Morais |                                |                                |

| Municipalidad de Pocito EMP        | Municipalidad de Pocito EMP | Municipalidad de Pocito EMP |
| ---------------------------------- | --------------------------- | --------------------------- |
| Num                                | Coureur                     | Pos                         |
| 161                                | Ricardo Julio (ARG)         | 71e                         |
| 162                                | Gerardo Tivani (ARG)        | 113e                        |
| 163                                | José Luis Rivera (ARG)      | 76e                         |
| 164                                | Josué Moyano (ARG)          | 12e                         |
| 165                                | Gabriel Juárez (ARG)        | AB-5                        |
| 166                                | Héctor Lucero (ARG)         | 116e                        |
| 167                                | Pedro González (ARG)        | 80e                         |
| Directeur sportif : Lisandro Cruel |                             |                             |

| Équipe nationale d'Uruguay URU     | Équipe nationale d'Uruguay URU | Équipe nationale d'Uruguay URU |
| ---------------------------------- | ------------------------------ | ------------------------------ |
| Num                                | Coureur                        | Pos                            |
| 171                                | Diego González Suárez (URU)    | 104e                           |
| 172                                | Pablo Anchieri (URU)           | 111e                           |
| 173                                | Carlos Cabrera (URU)           | 45e                            |
| 174                                | Matías Gómez (URU)             | 107e                           |
| 175                                | Nahuel Soares (URU)*           | 85e                            |
| 176                                | Alexander Gutiérrez (URU)*     | 68e                            |
| 177                                |                                |                                |
| Directeur sportif : Osvaldo Matteu |                                |                                |

| Asociación Civil Mardan ACM     | Asociación Civil Mardan ACM | Asociación Civil Mardan ACM |
| ------------------------------- | --------------------------- | --------------------------- |
| Num                             | Coureur                     | Pos                         |
| 181                             | Daniel Juárez (ARG)         | 66e                         |
| 182                             | Emiliano Fernández (ARG)    | 120e                        |
| 183                             | Duilio Ramos (ARG)*         | AB-5                        |
| 184                             | Alejandro Saquilan (ARG)    | 112e                        |
| 185                             | Víctor Arroyo (ARG)         | 121e                        |
| 186                             | Francisco Montes (ARG)      | AB-4                        |
| 187                             | Leonardo Rodríguez (ARG)*   | 98e                         |
| Directeur sportif : Ruben Ramos |                             |                             |

| Medellín-Inder MED                        | Medellín-Inder MED            | Medellín-Inder MED |
| ----------------------------------------- | ----------------------------- | ------------------ |
| Num                                       | Coureur                       | Pos                |
| 191                                       | Óscar Sevilla (ESP)           | 2e                 |
| 192                                       | Brayan Ramírez (COL)          | 28e                |
| 193                                       | Walter Vargas (COL) (Clm)     | 53e                |
| 194                                       | Róbigzon Oyola (COL)          | 35e                |
| 195                                       | Julián Cardona (COL)*         | AB-6               |
| 196                                       | Javier Ignacio Montoya (COL)* | 30e                |
| 197                                       |                               |                    |
| Directeur sportif : José Julián Velásquez |                               |                    |

| Équipe nationale du Mexique MEX    | Équipe nationale du Mexique MEX | Équipe nationale du Mexique MEX |
| ---------------------------------- | ------------------------------- | ------------------------------- |
| Num                                | Coureur                         | Pos                             |
| 201                                | Juan Pablo Magallanes (MEX)     | 19e                             |
| 202                                | Flavio de Luna (MEX)            | 40e                             |
| 203                                | Eder Frayre (MEX)               | 49e                             |
| 204                                | Eduardo Corte (MEX)             | 21e                             |
| 205                                | René Corella (MEX)              | 99e                             |
| 206                                | Héctor Rangel (MEX)             | 100e                            |
| 207                                |                                 |                                 |
| Directeur sportif : Irving Aguilar |                                 |                                 |

| Municipalidad de Rawson-Somos Todos MRT | Municipalidad de Rawson-Somos Todos MRT | Municipalidad de Rawson-Somos Todos MRT |
| --------------------------------------- | --------------------------------------- | --------------------------------------- |
| Num                                     | Coureur                                 | Pos                                     |
| 211                                     | Rodrigo Hausen (ARG)                    | AB-5                                    |
| 212                                     | Daniel Lucero (ARG)                     | AB-5                                    |
| 213                                     | Exequiel Falon (ARG)                    | AB-5                                    |
| 214                                     | Andrés Páez (ARG)*                      | 50e                                     |
| 215                                     | Alan Ramírez (ARG)                      | 51e                                     |
| 216                                     | Héctor De Udaeta (ARG)                  | AB-5                                    |
| 217                                     | Emanuel Guevara (ARG)                   | 57e                                     |
| Directeur sportif : Armando Ramirez     |                                         |                                         |

| Asociación Civil Agrupación Virgen de Fátima AFT | Asociación Civil Agrupación Virgen de Fátima AFT | Asociación Civil Agrupación Virgen de Fátima AFT |
| ------------------------------------------------ | ------------------------------------------------ | ------------------------------------------------ |
| Num                                              | Coureur                                          | Pos                                              |
| 221                                              | Luciano Montivero (ARG)                          | 24e                                              |
| 222                                              | Adrián Richeze (ARG)                             | 93e                                              |
| 223                                              | Nicolás Naranjo (ARG)                            | 94e                                              |
| 224                                              | Daniel Zamora (ARG)                              | 43e                                              |
| 225                                              | Ricardo Escuela (ARG)                            | 4e                                               |
| 226                                              | Franco López (ARG)                               | 91e                                              |
| 227                                              | Mauro Abel Richeze (ARG) (Route)                 | AB-7                                             |
| Directeur sportif : Daniel Castro                |                                                  |                                                  |

| Unieuro Trevigiani-Hemus 1896 UNI       | Unieuro Trevigiani-Hemus 1896 UNI | Unieuro Trevigiani-Hemus 1896 UNI |
| --------------------------------------- | --------------------------------- | --------------------------------- |
| Num                                     | Coureur                           | Pos                               |
| 231                                     | Stanamir Cholakov (BUL)           | 122e                              |
| 232                                     | Simone Ravanelli (ITA)*           | 77e                               |
| 233                                     | Nicolás Tivani (ARG)*             | 62e                               |
| 234                                     | Sergio Vega (ESP)*                | 82e                               |
| 235                                     | Riccardo Cenghialta (ITA)*        | AB-6                              |
| 236                                     | Mattia Viel (ITA)*                | 72e                               |
| 237                                     |                                   |                                   |
| Directeur sportif : Cristiano Fumagalli |                                   |                                   |

| Bolivia BOL                          | Bolivia BOL             | Bolivia BOL |
| ------------------------------------ | ----------------------- | ----------- |
| Num                                  | Coureur                 | Pos         |
| 241                                  | Julián Barrientos (ARG) | 14e         |
| 242                                  | Carlos Amurrio (BOL)    | AB-6        |
| 243                                  | Freddy Gonzales (BOL)   | AB-4        |
| 244                                  | Piter Campero (BOL)     | AB-5        |
| 245                                  | Jefferson Cepeda (ECU)* | 32e         |
| 246                                  | Marvin Angarita (COL)   | AB-7        |
| 247                                  |                         |             |
| Directeur sportif : Laudelino Cubino |                         |             |

| Italomat-Dogo CID                    | Italomat-Dogo CID        | Italomat-Dogo CID |
| ------------------------------------ | ------------------------ | ----------------- |
| Num                                  | Coureur                  | Pos               |
| 251                                  | Sebastián Trillini (ARG) | AB-7              |
| 252                                  | Iñaki Gozalbez (ESP)     | AB-6              |
| 253                                  | Juan Melivilo (ARG)      | AB-5              |
| 254                                  | Jaime Ramírez (COL)      | 25e               |
| 255                                  | Antônio Da Matta (BRA)   | 103e              |
| 256                                  | Wilmer Ulloa (COL)       | 101e              |
| 257                                  |                          |                   |
| Directeur sportif : Eduardo Trillini |                          |                   |